# Assetto Corsa Competizione
Assetto Corsa Competizione es un videojuego de carreras desarrollado por la empresa Kunos Simulazioni con licencia oficial de Blancpain GT Series 2018. Fue confirmado por Kunos el 21 de febrero de 2018, y se lanzó el acceso anticipado el 27 de junio del mismo año. Se lo anunció para Microsoft Windows, PlayStation 4 y Xbox One y su lanzamiento oficial fue el 29 de mayo de 2019.

## Desarrollo
Inicialmente, el videojuego iba a utilizar un motor gráfico creado por la misma desarrolladora; el mismo usado en Assetto Corsa, pero contactaron con Unreal Engine para contar con un motor que permita carreras nocturnas y condiciones climáticas realistas. Con el nuevo motor, se mejoró los modelos de neumáticos y de física aerodinámica utilizados en el título anterior, como animaciones de captura de movimiento, audio y el enfoque detallado en una sola categoría o clase de autos. Todos los autódromos de Blancpain GT Series, tanto de la serie Endurance como de Sprint, están siendo reproducidos con escaneo láser.
El primer lanzamiento al público de Assetto Corsa Competizione fue en el E3 2018. Semanas más tarde, en la misma fecha de las 24 Horas de Spa de Blancpain, se realizó una competencia en un sector de Pirelli.
En el mes de abril, se realizó la primera ronda del SRO E-Sport GT Series, organizada en conjunto entre Kunos y la Stéphane Ratel Organisation (organizadora de la serie Blancpain). Fue realizada durante la primera ronda del campeonato Endurance en Monza, y los ganadores de la carrera virtual fueron premios en el podio real del circuito.

## Recepción
El videojuego se encuentra en Steam, donde posee críticas «muy positivas» con 6761 votos positivos y 1053 negativos.